# わがままファッション ガールズモード
『わがままファッション GIRLS MODE』（わがままファッション ガールズモード）は、2008年10月23日に任天堂より発売されたニンテンドーDS用ファッションコーディネートゲーム。開発はシンソフィアが担当している。

## 概要
セレクトショップの店長として、仕入れや接客などをしていく経営シミュレーションゲームだが、ゲームの主目的は客やプレイヤーキャラクターをコーディネートすることにある。ブランドは架空の16種。インナー、アウターなどの服や、帽子、靴、アクセサリーなどのアイテムは10000点以上。ゲームが進むに従い、扱えるアイテム数が増えるほか、自身のヘアスタイルやメイクの幅も広がる。
ゲーム開始直後は人気ショップ「ルミナ」の店員となり、接客をこなしていくと、次第に仕入れやディスプレイを任されるようになる。そして、店の仲間やオーナーに認められてきたプレイヤーは新たな店の店長に抜擢される。
ニンテンドーWi-Fiコネクションでネット上に仮想支店を開いたり、アイテムダウンロードで実在のブランド（期間限定）のアイテムを入手したりできる。
2009年10月から11月にかけてヨーロッパ・オセアニア版が『Nintendo presents: Style Boutique』、北米版が『Style Savvy』の表題でそれぞれ発売された。2012年9月27日には続編としてニンテンドー3DS用ソフト『わがままファッション GIRLS MODE よくばり宣言!』が発売されている。

## 登場人物
主人公
ゲーム開始時は「ルミナ」の店員。後に新店舗の店長を任されるようになる。名前は自分でいつでも変えることができる。
アキ
「ルミナ」の店長。
ライ
「ルミナ」の店員。後に主人公の店の店員になる。
美也（みや）
「ルミナ」や新店舗のオーナー。
雪治（ゆきじ）
美也の執事。
マリエ
メイクサロンの店長。
ソラ
美容室の店長。
波里夫（ぱりお）
ファッションコンテストの司会。
アヤメ
神出鬼没のカメラマン。雪治の孫。

## 登場する施設
ルミナ
アキが店長を務めるセレクトショップ。
マイルーム
主人公の部屋。セーブや自分の着せ替えができるほか、アヤメが撮ってくれた写真も見られる。
マイショップ
自分の店。
コンテスト会場
ビギナーからワールドクイーンまで、6つのランクのコンテストを受けることができる。優勝すれば、マイショップで売ることのできるアイテムを入手できる（在庫がいっぱいの時は賞金になる）。
展示会
マイショップで売るための服を購入することができる。
メイクサロン
マリエが店長を務める。メイク道具などが売られてあり、まゆをかいてもらうことも可能。
美容室
ソラが店長をつとめる美容室。髪型と髪色を変えることができる。

## 登場ブランド
| ブランド名       | ブランドの読み     | イメージ                     |
| ---------------- | ------------------ | ---------------------------- |
| Soprano          | ソプラノ           | フェミニン                   |
| CherryBerry      | チェリーベリー     | ポップ                       |
| Jack-tar         | ジャックター       | ロック                       |
| AZ*USA           | アズ・ウサ         | クール                       |
| TERSE            | タース             | プレッピー                   |
| Ch               | シーエイチ         | ゴージャス                   |
| GMS              | ジーエムエス       | スポーティ                   |
| ヒポポタマス     | ヒポポタマス       | エスニック                   |
| Raven Candle     | レイヴンキャンドル | ゴスロリ                     |
| カプセルドロップ | カプセルドロップ   | レトロテイスト               |
| KARAMOMO         | カラモモ           | ジャパネスク・モダンクローズ |
| nostalgic        | ノスタルジック     | ガーリー                     |
| Marble Lily      | マーブルリリー     | ロリータ                     |
| plain cloth      | プレーンクロス     | シンプル                     |
| Lovits           | ラビッツ           | カラフル                     |
| Ranunculus       | ラナンキュラス     | コスプレ                     |

## 開発
本作は、2005年の年末に『シムシティDS』などで知られるシンソフィア社長の吉田秀司が「服をテーマにしたゲームをつくりたい」と発言したことがきっかけで誕生した。この時は紙1枚のコンセプトシートしかなかったため、任天堂の山上仁志らはより詳細な企画書の提出を依頼した。シンソフィアを担当していた田島梓は元々ファッションに興味があり、このコンセプトシートに惹かれるところがあったという。また、田島はパズルゲームや脳トレなどを特に好んでいたものの、自分の好きなファッションを題材としたゲームがなくて不満に思っており、この2つが一緒になったら楽しめるだろうと考えていた。とはいえ、年明けの2006年1月に提出された企画書はファッションのゲームなのに文字ばかりで図が一つもなかったため、企画の練り直しが行われ、5月に当時の任天堂社長である岩田聡に相談が寄せられた。

## 反響

### 評価
ライターの蚩尤はインサイドに寄せた記事の中で、コアターゲットは女児あるいは女性だろうとしつつも、「接客でのやりとりや来店時の服装から客の好きな物を推測して提案する」という本作の骨子は、コンピュータRPGにおける「ボスとの戦いの中で弱点を見抜いてそこを突く」という行為に酷似しているため、男性でも楽しめるだろうと述べている。
また、蚩尤によると主人公には「店長ちゃん」というあだ名がついているという。

### 受賞
- 日本ゲーム大賞2009にて特別賞を受賞した。

## 漫画
本作品をモチーフとした漫画には以下がある。
わがままファッション GIRLS MODE ルイスタイル
小学館『ぷっちぐみ』2009年3月号から同年11月号まで連載された。作画はこむろえ〜こ。漫画オリジナルの主人公として、「天上ルイ」が登場する。
わがままファッション GIRLS MODE みらのSTYLE
小学館『小学四年生』に掲載されている。作画はかなき詩織。漫画オリジナルの主人公として、「みらの」が登場している。
わがままファッション GIRLS MODE 〜カリスマ店長 メイ〜
アスキー・メディアワークス『キャラぱふぇ』Vol.14から連載開始。作画は桃雪琴梨。
わがままファッション GIRLS MODE くららスタイル
小学館『ぷっちぐみ』2009年12月号から連載されている。作画はこむろえ〜こ。漫画オリジナルの主人公として、「花小路くらら」が登場する。